# Dzhafarli
Dzhafarli (azerbajdzjanska: Ağaməmmədli) är en ort i Azerbajdzjan.   Den ligger i distriktet İmişli Rayonu, i den centrala delen av landet, 170 km väster om huvudstaden Baku. Antalet invånare är 1 060.
Terrängen runt Dzhafarli är mycket platt. Närmaste större samhälle är Imishli, 11,4 km sydost om Dzhafarli.
Trakten runt Dzhafarli består till största delen av jordbruksmark. Runt Dzhafarli är det ganska tätbefolkat, med 58 invånare per kvadratkilometer.